# LUCIFER (SHINee單曲)
「LUCIFER」是韓國的男子團體SHINee的第3张日語单曲。2011年10月12日由EMI发售。

## 概要
- 「LUCIFER」是SHINee第二張正規專輯「LUCIFER」主打曲「LUCIFER」的日語版本
- B-side曲「Love Like Oxygen」是SHINee首張正規專輯「閃耀全世界」主打曲「氧氣般的妳 (Love like Oxygen)」的日語版本
- 此單曲有3個版本，分別有「初回生産限定盤A」、「初回生産限定盤B」和「通常盤」。「初回生産限定盤」收錄了「LUCIFER」的PV和Teaser；「通常盤」收錄了「LUCIFER」的PV、Making和Teaser。
- 在9月12日於公信榜单曲週排行榜取得第2位。

## 收錄内容

### CD（初回生産限定盤，通常盤）
1. LUCIFER
（日語詞：STY、作曲・編曲：RYAN JHUN/YOUNG-JIN YOO/ADAM KAPIT/BEBE REXHA）
2. Love Like Oxygen
（日語詞：NATSUMI KOBAYASHI、作曲：SIGVARDT MIKKEL REMEE /SECON LUCAS/TROELSEN THOMAS、編曲：CHO YONG HUN）
3. LUCIFER（Korean Ver.）
（韓語詞：YOUNG-JIN YOO、作曲・編曲：RYAN JHUN/YOUNG-JIN YOO/ADAM KAPIT/BEBE REXHA）
4. 氧氣般的妳 (Love like Oxygen)
（韓語詞：KWON YOON JUNG/KIM YOUNGHU、作曲：SIGVARDT MIKKEL REMEE /SECON LUCAS/TROELSEN THOMAS、編曲：CHO YONG HUN）

### DVD（初回生産限定盤A）
1. LUCIFER（PV）
2. LUCIFER（Dance Shot Ver. A）
3. LUCIFER（Teaser）

### DVD（初回生産限定盤B）
1. LUCIFER（PV）
2. LUCIFER（Dance Shot Ver. B）
3. LUCIFER（Teaser）

### DVD（通常盤）
1. LUCIFER（PV）
2. LUCIFER（Jacket Shooting）
3. LUCIFER（PV Making）
4. LUCIFER（Teaser）